# Бери Бариш
Бери Кларк Бариш (енгл. Barry Clark Barish, рођен 27. јануара 1936) је амерички експериментални физичар и добитник Нобелове награде. Професор је физике на Калифорнијском технолошком институту. Водећи је стручњак за гравитационе таласе. 
Бариш је 2017. године добио Нобелову награду за физику, заједно са Рајнером Вајсом и Кипом Торном за „за одлучујуће доприносе LIGO детектору и опсервацију гравитационих таласа”.